# (8822) Shuryanka
(8822) Shuryanka (1987 RQ2) – planetoida z pasa głównego asteroid okrążająca Słońce w ciągu 4,04 lat w średniej odległości 2,54 au. Odkryta 1 września 1987 roku.